# Веніамин Яцин
Веніамин Яцин (7 травня 1804, Кайданово — 25 січня 1887, Мукачево) — церковний діяч на Закарпатті, ієромонах-василіянин, протоігумен василіянської провінції святого Миколая на Закарпатті (1842—1845).

## Життєпис
Народився 7 травня 1804 року в селі Кайданове, нині Кайданово Мукачівського району Закарпатської області. Після гімназійних студій у 1829 році вступив до василіянського монастиря на Чернечій горі в Мукачеві, де 1833 року склав вічні монаші обіти. Філософсько-богословські студії розпочав у Маріяповчанськім монастирі, а закінчив у Мукачеві. Після висвячення у 1837 році на священника був призначений до душпастирської праці, але вже у 1839 році отримав призначення на ігумена Свято-Миколаївського монастиря в Малому Березному. У 1842 році обраний на посаду протоігумена василіянської провінції святого Миколая на Закарпатті.
Завдяки його старанням у 1844 році вийшов перший Шематизм закарпатських василіян, у якому була подана коротка історія кожного монастиря та список усіх монахів, із зазначенням їхніх обов'язків у монастирі. У цей час до Закарпатської василіянської провінції, що її очолював протоігумен з осідком у Свято-Миколаївському монастирі на Чернечій горі в Мукачеві, належало сім монастирів, в яких перебувало 65 монахів.
На капітулі 1845 року був між кандидатами на протоігумена, але попросив, щоб його ім'я усунули зі списку, натомість був вибраний на уряд провінційного радника. Отримав призначення на ігумена монастиря святих апостолів Петра і Павла в Біксаді. У 1848–1854 роках був ігуменом монастиря Зіслання святого Духа в Красному Броді, а відтак знову ігуменом у Біксаді (1854–1872) та членом єпархіальної консисторії Самош-Уйварської єпархії. З 1872 року проживав у Мукачівському монастирі.
Помер 25 січня 1887 року в Мукачеві.